# Sofia Goggia
Sofia Goggia (Bergamo, 15 november 1992) is een Italiaanse alpineskiester. Ze vertegenwoordigde haar vaderland op de Olympische Winterspelen 2018 in Pyeongchang.

## Carrière
Goggia maakte haar wereldbekerdebuut in december 2011 in Lienz. Op de wereldkampioenschappen alpineskiën 2013 in Schladming eindigde ze als vierde op de Super G, als zevende op de supercombinatie en als 22e op de afdaling. In december 2013 scoorde de Italiaanse, met een zevende plaats in Beaver Creek haar eerste wereldbekerpunten.
In november 2016 stond Goggia in Killington voor de eerste maal in haar carrière op het podium van een wereldbekerwedstrijd. In Sankt Moritz nam ze deel aan de wereldkampioenschappen alpineskiën 2017. Op dit toernooi veroverde ze de bronzen medaille op de reuzenslalom. Daarnaast eindigde ze als vierde op de afdaling en als tiende op de Super G, op de alpine combinatie wist ze niet te finishen in de tweede manche. Op 4 maart 2017 boekte de Italiaanse in Jeongseon haar eerste wereldbekerzege. Tijdens de Olympische Winterspelen in 2018 in Pyeongchang werd Goggia olympisch kampioene op de afdaling. Daarnaast eindigde ze als elfde op zowel de reuzenslalom als de Super G.
Op de wereldkampioenschappen alpineskiën 2019 in Åre behaalde ze de zilveren medaille op de Super G en eindigde ze als vijftiende op de afdaling, op de reuzenslalom bereikte ze de finish niet.

## Resultaten

### Olympische Winterspelen
| Jaar | Plaats      | Resultaten                                |
| ---- | ----------- | ----------------------------------------- |
| 2018 | Pyeongchang | Afdaling · 11e Reuzenslalom · 11e Super G |
| 2022 | Peking      | Afdaling                                  |

### Wereldkampioenschappen
| Jaar | Plaats             | Resultaten                                                        |
| ---- | ------------------ | ----------------------------------------------------------------- |
| 2013 | Schladming         | 4e Super G 7e Supercombinatie 22e Afdaling                        |
| 2017 | Sankt Moritz       | Reuzenslalom · 4e Afdaling · 10e Super G · DNF2 Alpine combinatie |
| 2019 | Åre                | Super G · 15e Afdaling · DNF2 Reuzenslalom                        |
| 2023 | Courchevel-Méribel | 11e Super G DSQ Afdaling DNS2 Alpine combinatie                   |
| 2025 | Saalbach           | 5e Super G 16e Afdaling DNF1 Reuzenslalom                         |

### Wereldbeker
Eindklasseringen
| Seizoen   | Algm  | AD     | RS    | SG    | PAR | SC |
| --------- | ----- | ------ | ----- | ----- | --- | -- |
| 2013/2014 | 85e   | –      | –     | 30e   |     | –  |
| 2014/2015 | 123e  | –      | –     | 58e   | –   |    |
| 2015/2016 | 38e   | 32e    | 22e   | 20e   | 35e |    |
| 2016/2017 | Brons | Zilver | Brons | 6e    | 8e  |    |
| 2017/2018 | 4e    | Goud   | 22e   | 5e    | 17e |    |
| 2018/2019 | 22e   | 7e     | 43e   | 14e   | –   |    |
| 2019/2020 | 11e   | 17e    | 19e   | 8e    | 10e | –  |
| 2020/2021 | 9e    | Goud   | 13e   | 18e   | 27e |    |
| 2021/2022 | 6e    | Goud   | 35e   | 5e    | –   |    |
| 2022/2023 | 5e    | Goud   | –     | 11e   |     |    |
| 2023/2024 | 7e    | Brons  | 14e   | 10e   |     |    |
| 2024/2025 | Brons | Brons  | 17e   | Brons |     |    |

Wereldbekerzeges
| Nr | Datum      | Plaats                | Onderdeel |
| -- | ---------- | --------------------- | --------- |
| 01 | 04/03/2017 | Jeongseon             | Afdaling  |
| 02 | 05/03/2017 | Jeongseon             | Super G   |
| 03 | 14/01/2018 | Bad Kleinkirchheim    | Afdaling  |
| 04 | 19/01/2018 | Cortina d'Ampezzo     | Afdaling  |
| 05 | 15/03/2018 | Åre                   | Super G   |
| 06 | 23/02/2019 | Crans-Montana         | Afdaling  |
| 07 | 14/12/2019 | Sankt Moritz          | Super G   |
| 08 | 19/12/2020 | Val d'Isère           | Afdaling  |
| 09 | 09/01/2021 | St. Anton             | Afdaling  |
| 10 | 22/01/2021 | Crans-Montana         | Afdaling  |
| 11 | 23/01/2021 | Crans-Montana         | Afdaling  |
| 12 | 03/12/2021 | Lake Louise           | Afdaling  |
| 13 | 04/12/2021 | Lake Louise           | Afdaling  |
| 14 | 05/12/2021 | Lake Louise           | Super G   |
| 15 | 18/12/2021 | Val-d'Isère           | Afdaling  |
| 16 | 19/12/2021 | Val-d'Isère           | Super G   |
| 17 | 22/01/2022 | Cortina d'Ampezzo     | Afdaling  |
| 18 | 02/12/2022 | Lake Louise           | Afdaling  |
| 19 | 03/12/2022 | Lake Louise           | Afdaling  |
| 20 | 17/12/2022 | Sankt Moritz          | Afdaling  |
| 21 | 20/01/2023 | Cortina d'Ampezzo     | Afdaling  |
| 22 | 26/02/2023 | Crans-Montana         | Afdaling  |
| 23 | 08/12/2023 | Sankt Moritz          | Super G   |
| 24 | 13/01/2024 | Altenmarkt-Zauchensee | Afdaling  |
| 25 | 15/12/2024 | Beaver Creek          | Super G   |
| 26 | 18/01/2025 | Cortina d'Ampezzo     | Afdaling  |